# Након си Таммарат
Након си Тамарат е една от 76-те провинции на Тайланд. Столицата ѝ е едноименния град Након си Тамарат. Населението на провинцията е 1 519 811 жители (2000 г. – 5-а по население), а площта 9942,5 кв. км (18-а по площ). Намира се в часова зона UTC+7. Разделена е на 23 района, които са разделени на 165 общини и 1428 села.